# Чемпедак
Чемпедак (Artocarpus integer) — фруктове дерево родини шовковицевих, близький родич хлібного дерева і джекфрута. Назва малайською — chempedak або cempedak, вимовляється як «чемпеда».
Чемпедак — однодомне вічнозелене дерево висотою близько 18 м (в культурі) або 30-45 м (в дикорослому стані). Від джекфрута його легко відрізнити за довгим жорстким коричневим волоскам на молодих пагонах, листках і квітконіжках. Плоди — на товстих черешках, як у джекфрута; звисають прямо зі стовбура або з товстих гілок. Вони витягнуті, приблизно 25-45 см завдовжки при ширині 15 см, в зрілому стані — жовто-коричневі; зовні схожі на плоди джекфрута, але видають дуже сильний, приємний аромат. М'якоть у зрілих плодів чемпедака темно-жовта, ніжна, соковита і солодка; у диких рослин вона, однак, кислуватий і без запаху. Смаком фрукт нагадує джекфрут з присмаком дуріана. Шкірка у нього трохи липка внаслідок вмісту в ній латексу. Визріває плід за 94-105 днів.
Плодоносить 1-2 рази на рік.

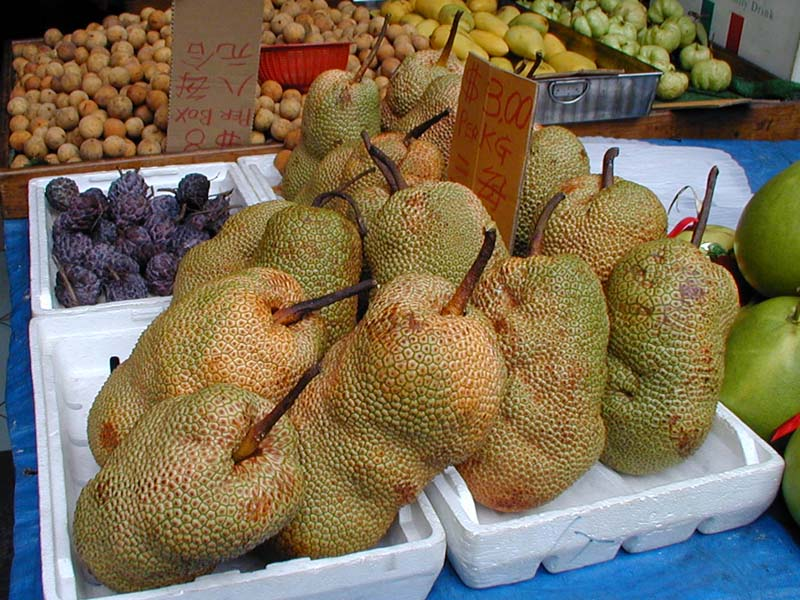
Плоди чемпедака

Родом ця рослина з Малайї, де зустрічається на висоті до 1300 м над рівнем моря. Вирощується в Малайзії (особливо широко — в штатах Кедах і Перак), Брунеї, Таїланді та Індонезії.
Плодоносить чемпедак в основному з червня по серпень. М'якоть вживається в їжу сирою, смаженою, у вигляді десертів; насіння також їстівне.

## Деревина
Деревина хорошої якості, міцна і довговічна, і використовується як будівельний матеріал для домашньої обстановки або човнів. Волокниста кора може бути використана для виготовлення канатів. Також може бути виготовлений з дерева жовтий барвник.

## См. також
- Хлібне дерево
- Джекфрут
- Маранг